# 李祖年 (棋手)
李祖年（1958年1月8日—），中国国际象棋棋手、教练，国际大师。

## 生平
生于上海，祖籍浙江宁波镇海，小港李家第四代“祖”字辈。李祖年6岁时便跟随其父亲、中国国际象棋界前辈李绍德学棋。于1976年起曾代表上海队获得过13次全国团体冠军。他是1979年第四届全运会国际象棋团体冠军、个人冠军，1987年第六届全运会国际象棋团体冠军。1983年，作为中国队成员夺得亚洲团体锦标赛冠军。1980年至1986年间，他四次代表中国队参加国际象棋奥林匹克，并在1986年奥赛上帮助中国队获团体第五名。1985年至1986年间，他还曾任国家队教练兼队长。
李祖年于1983年获得国际大师称号。2003年，他出任上海国际象棋队执行教练。2008起任上海队主教练，并率领上海队于2008、2009年、2012年三夺中国国际象棋甲级联赛冠军。